# Busy Hour Call Attempts
En las telecomunicaciones, Busy Call Attempts (BHCA), en español Intentos de Llamadas en Horas Pico, es una medida de ingeniería de teletráfico utilizada para evaluar y planificar la capacidad de las redes telefónicas. BHCA es el número de intentos de llamadas telefónicas en la hora de mayor actividad del día (hora pico), y cuanto más alto es el BHCA, mayor es la tensión en la red de procesadores. No se debe confundir BHCA con BHCC (Busy Hour Call Completion), que realmente mide la capacidad de la red. Si existe un cuello de botella en la red con una capacidad inferior a la estimada BHCA, entonces se bloquearan muchas llamadas y obviamente esto no satisfaría a los clientes
Generalmente BHCA es usado para planificar la capacidad de conmutación telefónica y con frecuencia está relacionado con la capacidad de la unidad de cálculo Erlang. Por ejemplo, una central telefónica con una capacidad de un millón BHCA se estima que maneja 250.000 suscriptores. El cálculo global es más complejo, e involucra a la contabilidad de los circuitos disponibles, las tasas de bloqueo deseado, y la capacidad Erlang asignada a cada suscriptor.